# 石鳳臺
石鳳臺（？—？），字翥雲，號逸斋，山西澤州陽城县人。

## 生平
萬曆四十六年（1618年）戊午科山西乡试举人，天啓五年（1625年）乙丑科科進士，性格爽朗，富有胆略。初任陕西韩城县知县，调停驿站，使民力获得舒缓。七年调任南宫县知县，崇祯二年（1639年）调知良乡县，后官至辽东宁前道副使，兵部尚书陳新甲授意他与清军议和，崇祯皇帝认为私自议和辱國，十四年（1641年）将石凤台下刑部大獄。明亡后降清，清军平定陕西后，以石凤台署陕西巡抚，被清廷驳回，改任湖广布政司参议，分守荆西道，顺治五年八月，迁任陕西按察司副使兼布政使司参议、分守关西道，六年七月因土寇攻陷岐山县，被令致仕。归乡后因当地有土匪啸聚西山，凤台一日單騎入巢穴劝諭，群盗感悟解散，回家种田的有五百人，乡人白允昌撰写文章，刻石记录此事。著有西池、秦邸、秋吟、楚游、隴上、逸斋诸集。

## 家族
父石完，以子凤台封文林郎知县。